# 〜35th Anniversary〜 Seiko Matsuda Concert Tour 2015 "Bibbidi-Bobbidi-Boo"
『〜35th Anniversary〜Seiko Matsuda Concert Tour 2015 "Bibbidi-Bobbidi-Boo"』（サーティーフィフス・アニヴァーサリー・セイコ・マツダ・コンサート・ツアー2015・ビビディ・バビディ・ブー）は、松田聖子のライブ・ビデオ。2015年12月9日発売。発売元はEMI Records。

## 解説
同年6月～8月に行われた35周年記念コンサート・ツアーの模様を収録したDVD。
同年発売アルバム『Bibbidi-Bobbidi-Boo』からの楽曲を中心に披露した。
初回限定盤と通常盤の2形態で発売。

## 収録曲
1. Opening
2. Fairy Dust〜魔法の世界〜
3. Bibbidi-Bobbidi-Boo
4. Theme of Mouse〜マウスのテーマ〜
5. I will love you forever
6. しあわせの瞬間〜Happily Ever After
7. あなたに逢いたくて〜Missing You〜
8. 星空への祈り
9. felicia 〜君は僕の太陽〜
10. 潮騒
11. 愛されたいの
12. SUNSET BEACH
13. セイシェルの夕陽
14. SWEET MEMORIES
15. 秘密の花園
16. 赤いスイートピー
17. 時間の国のアリス
18. 青い珊瑚礁
19. 風は秋色
20. 硝子のプリズム
21. 渚のバルコニー
22. Rock'n Rouge
23. チェリーブラッサム
24. 夏の扉
25. SQUALL
26. 20th Party
27. 「ありがとう」
28. いくつの夜明けを数えたら